# Stamcel

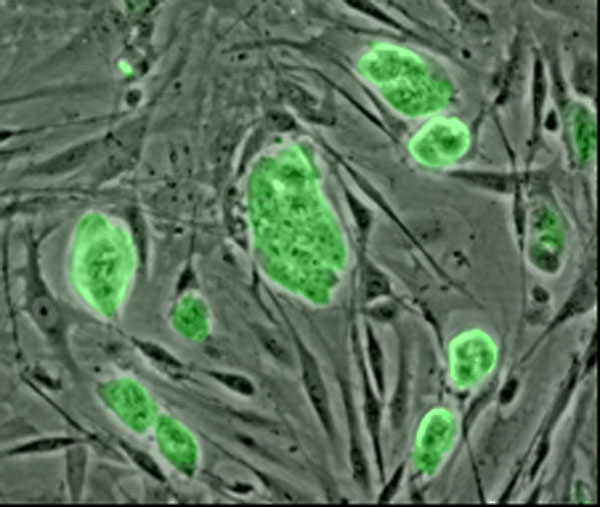
Embryonale stamcellen van een muis

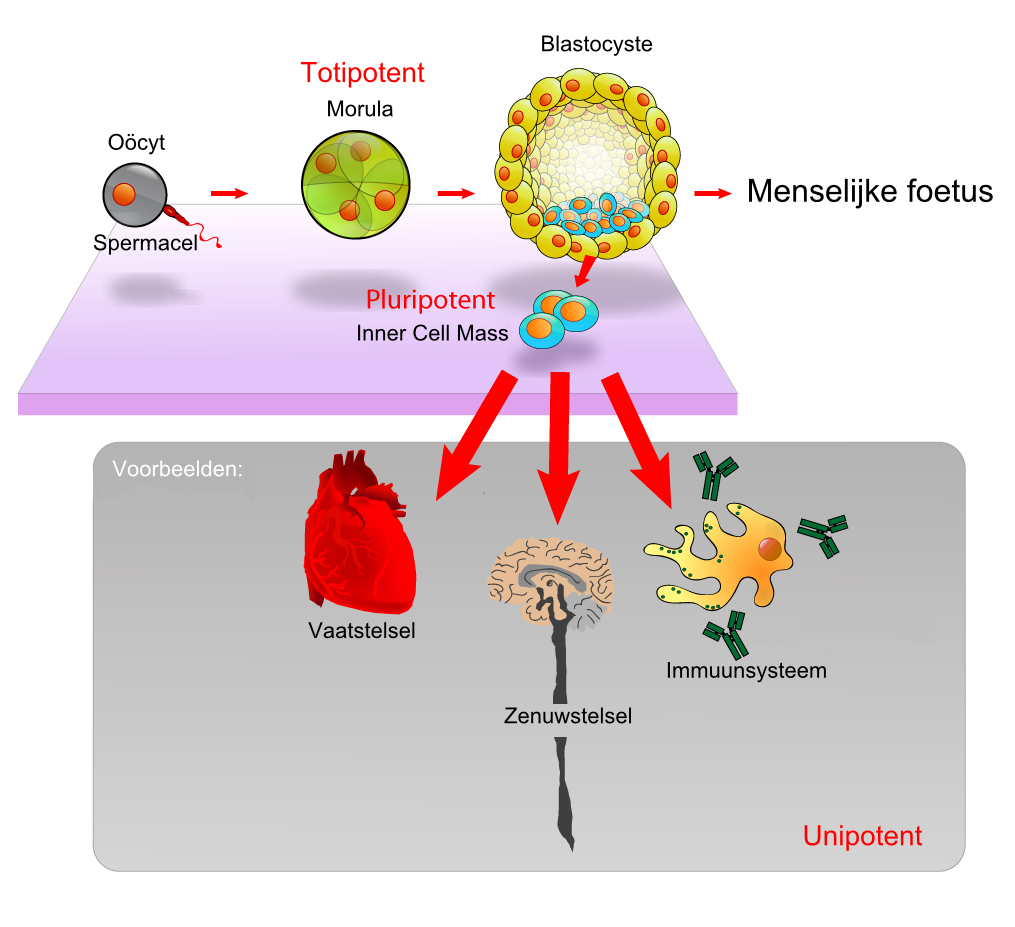
Ontwikkeling vanaf bevruchting

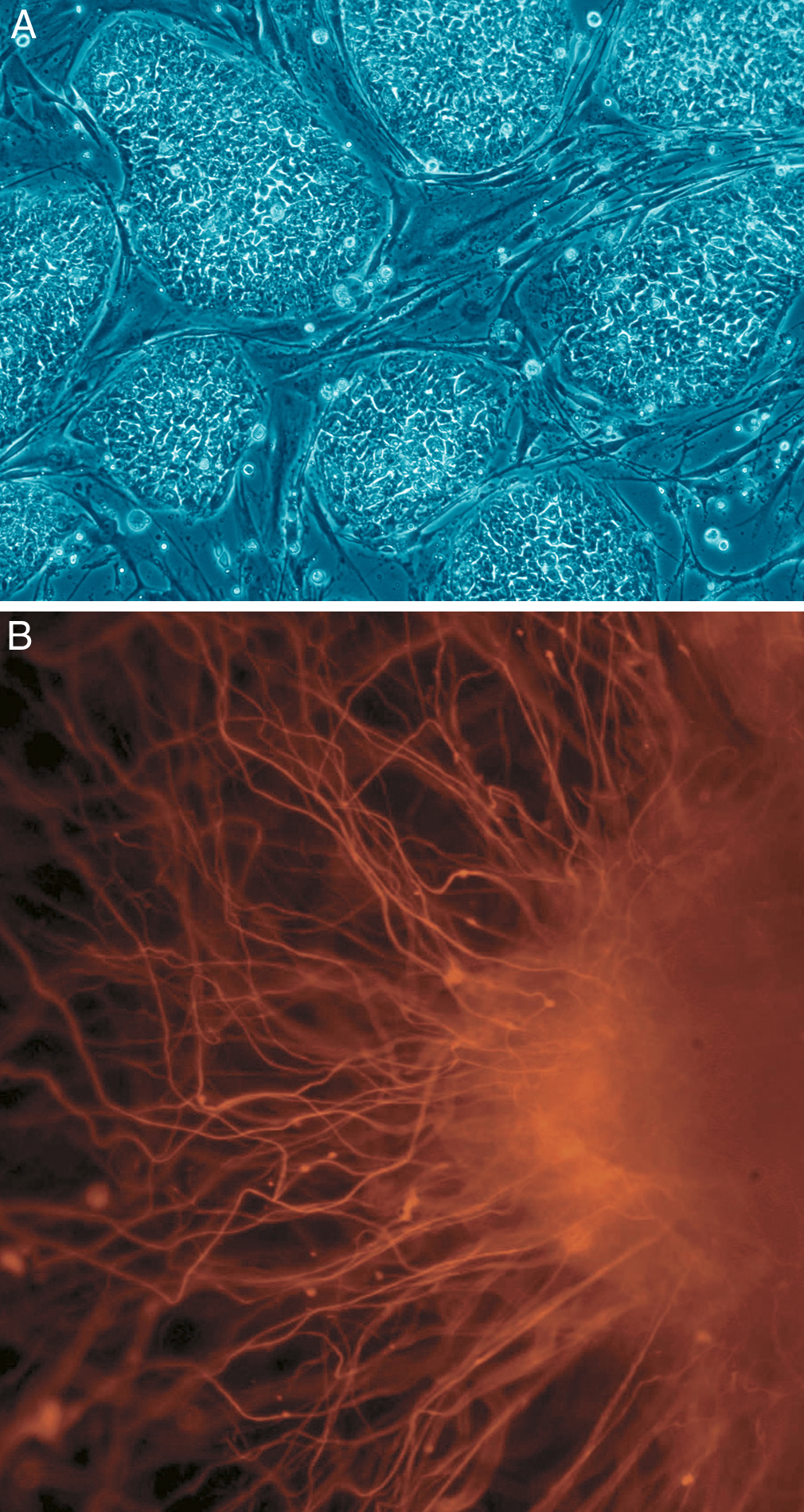
A: Menselijke embryonische stamcellen (celkolonies die nog niet gedifferentieerd zijn).
B: Zenuwcellen

Een stamcel of cellula praecursoria is een cel die ook in staat is om in een ander celtype te veranderen of differentiëren. 
In tegenstelling tot dieren, kunnen planten, dankzij hun meristeem, voortdurend nieuwe organen, zoals bladeren, bloemen, stengels en wortels, vormen uit aanwezig blijvende stamcellen. Diktegroei van stengels en bomen is mogelijk, door de aanwezigheid van het secundaire meristeem.

## Soorten stamcellen
Afhankelijk van het type stamcel heeft een stamcel meer of minder mogelijkheden om tot verschillende celtypes te differentiëren. Naar afnemende veelzijdigheid, worden vier differentiatiegraden van stamcellen onderscheiden:
1. totipotente stamcellen
2. pluripotente stamcellen
3. multipotente stamcellen
4. unipotente stamcellen

Een embryo bestaat aanvankelijk enkel uit totipotente stamcellen. Later gaan deze zich specialiseren, en vormen ze cellen met elk een eigen functie. Deze gespecialiseerde cellen kunnen daarna geen andere functies meer vervullen (uitzondering: plasticiteit van zenuwcellen) en ze kunnen ook niet teruggaan in hun ontwikkeling, om opnieuw stamcellen te vormen. Als de celfunctie deling toestaat, worden door deling alleen soortgelijke, of nog sterker gespecialiseerde cellen gevormd.
In een somatische cel worden de telomeer-sequenties van de dochtercellen bij elke deling een stukje korter omdat, bij afwezigheid van het enzym telomerase, het laatste stukje chromosoom bij de deling verloren gaat. Wanneer er na een aantal celdelingen uiteindelijk niets meer van de telomeren van de opgedeelde moedercel over is, gaan de gevormde dochtercellen in delingsrust, of sterven af (apoptose). Als de telomeren op zijn, zou immers bij verdere celdeling een stukje cruciaal DNA verdwijnen. Stamcellen beschikken echter wél over het enzym telomerase, dat in staat is na elke deling het verloren stukje telomeer weer bij te maken.
De volgende indeling is gebaseerd op de verschillen tussen embryonale stamcellen en volwassen stamcellen.

### Totipotente stamcellen
Wanneer een zaadcel versmelt met een eicel ontstaat een zygote. Een zygote is een voorbeeld van een totipotente stamcel. Deze cel is in staat om, in het juiste milieu, uit te groeien tot een compleet individu: alle meer dan 220 verschillende soorten cellen die samen de verschillende weefsels vormen, inclusief het extra-embryonaal weefsel, zoals de placenta. De acht blastomeren, die ontstaan door klievingdelingen van de zygote, zijn ook nog totipotent.
Totipotentie is heel moeilijk aan te tonen bij humane stamcellen. Bij muizencellen is dit gemakkelijker: men injecteert een blastocyste met een vermoedelijk totipotente stamcel, die een zichtbare of een eenvoudig te detecteren genetische afwijking heeft, bijvoorbeeld albinisme. Wanneer het blastocyst zich door celdeling verder ontwikkelt tot een compleet individu, kan men gemakkelijk achterhalen of de geïnjecteerde stamcel is uitgegroeid tot verschillende soorten weefsel, en dus totipotent was. Een dergelijke, genetisch gemanipuleerde muis noemt men een chimere muis; het spreekt voor zich dat het creëren van een chimere mens uit ethische overwegingen ongewenst is.

### Pluripotente stamcellen
Pluripotente stamcellen kunnen differentiëren tot cellen van alle drie de kiemlagen van het embryo, maar niet meer tot extra-embryonaal weefsel, zoals amnion en chorion (zie ook celdifferentiatie). Er zijn verschillende bronnen mogelijk voor pluripotente stamcellen:

#### Via embryo's

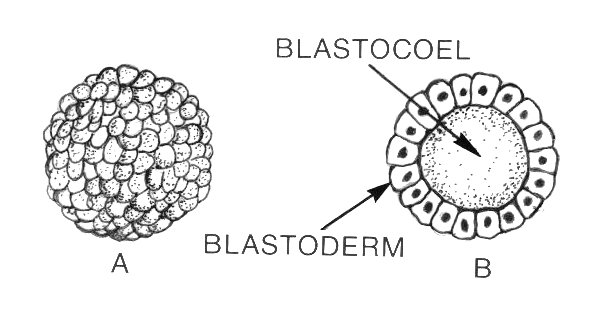
Blastocyst

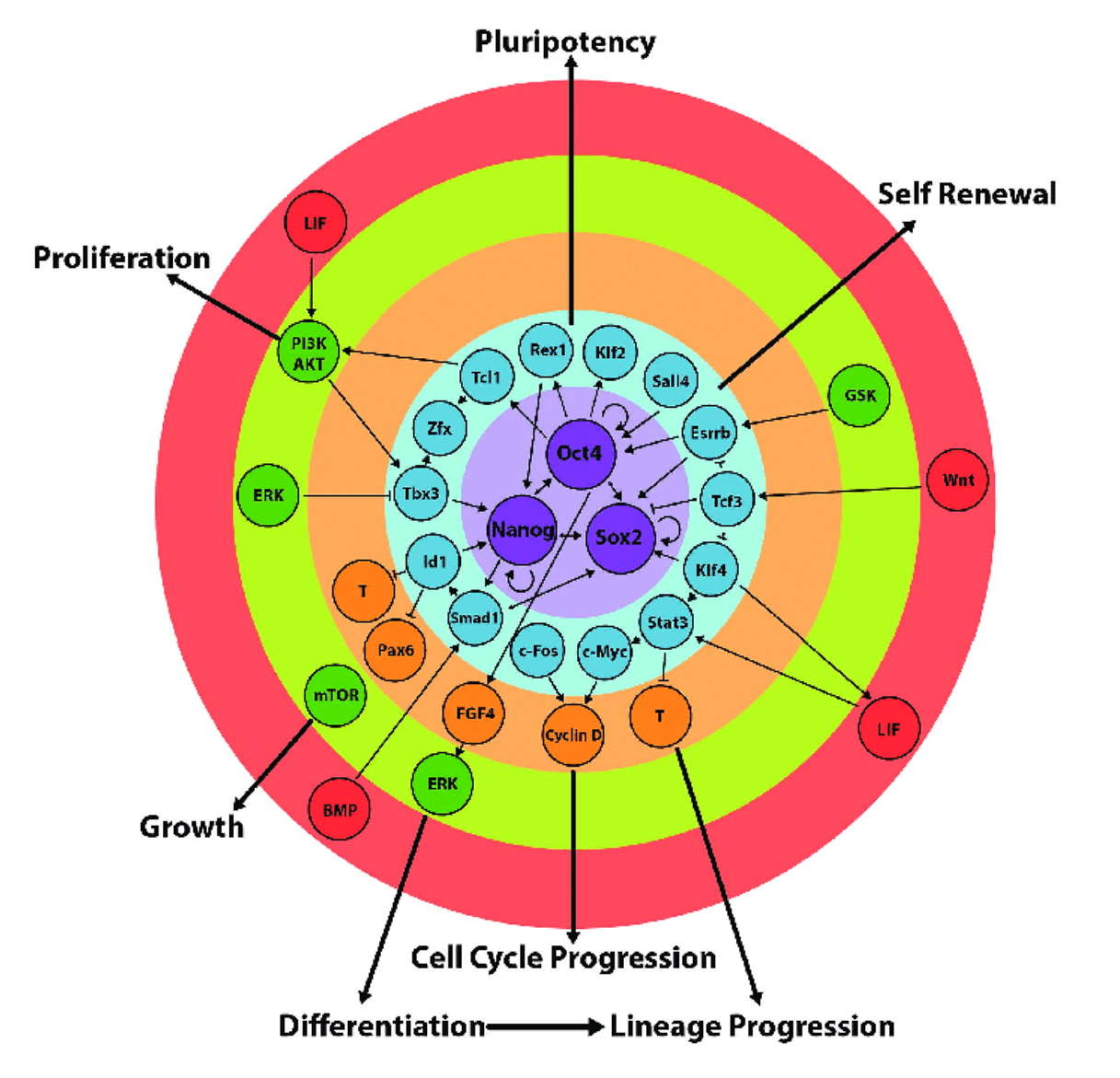
Regulatie van de kern- en uitgebreide pluripotentienetwerken in embryonale stamcellen van muizen

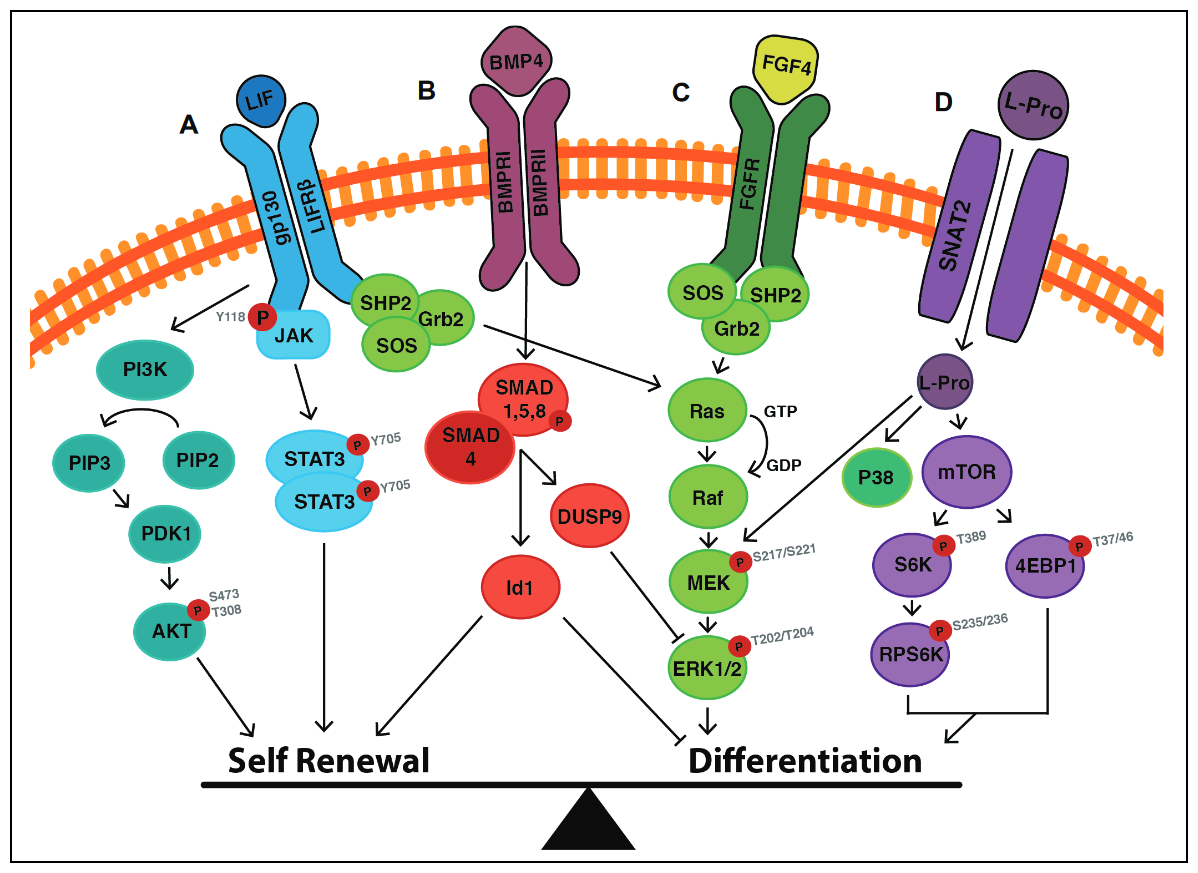
Celsignaleringen die de omschakeling tussen zelfvernieuwing en differentiatie in embryonale stamcellen van muizen te weegbrengen

Na de bevruchting begint de zygote zich te delen, die eerste delingen zijn klievingen. Na drie dagen bestaat de celklomp uit acht niet-gedifferentieerde cellen: het morulastadium. Deze cellen delen echter verder; wanneer ze het 32-cellige morulastadium bereiken, wijken de cellen uiteen waardoor een holte ontstaat, de blastula. De buitenste cellaag rondom de blastulaholte noemt men de trofoblast. Het geheel noemen we de blastocyst. De trofoblast ontwikkelt zich later tot de ondersteunde weefsels zoals de placenta. Later is in die celmassa de kiemschijf met drie kiemlagen te onderscheiden: het ectoderm, mesoderm en het endoderm. Hiermee begint de orgaanvorming of de organogenese. Cellen ontstaan uit de eerste klievingen van de zygote, differentiëren en nadat ze eenmaal het blastulastadium bereikt hebben, zijn ze hun totipotente karakter verloren.
In 1998 isoleerde Dr. Thomson (Universiteit van Wisconsin) voor het eerst embryonale stamcellen uit de binnenste celmassa van menselijke embryo’s in het blastocyststadium. Dr. Thomson werkte met restembryo’s afkomstig van ivf-klinieken. Door de geïsoleerde cellen in het laboratorium te laten delen cultiveerde hij een 'stamcellijn': de eerste cellijn op basis van pluripotente stamcellen.
Sindsdien zijn er wereldwijd meer dan 400 verschillende stamcellijnen geïsoleerd. Deze embryonale stamcellijnen (embryonic stem cells of ES) hebben twee bijzondere eigenschappen. Afhankelijk van de kweekcondities kunnen de cellen zich vernieuwen (proliferatie) of specialiseren (differentiatie). Totipotente en pluripotente stamcellen hebben de unieke mogelijkheid om te differentiëren (specialiseren) tot alle cellen van het organisme. Dit kan in het laboratorium getest worden door de stamcellen op een andere manier te kweken. Dit kan ook worden getest door de cellen in de testes (teelbal) van laboratoriummuizen te plaatsen waar ze uitgroeien tot grote tumoren: teratomen of teratocarcinomen. Teratoma’s bevatten cellen van de drie kiemlagen, georganiseerde weefsels (zoals haren en tanden) en cellen die erg lijken op embryonale cellen.
Het gebruik van humane ES-cellen voor onderzoek is in bepaalde landen (o.a Amerika en Duitsland) sterk gelimiteerd vanwege ethische bezwaren.

#### Via foetus
In 1998 vond Dr. Gearhart van de Johns Hopkins University een tweede bron van pluripotente stamcellen. Hij nam primordiale kiemcellen (voorlopers van de geslachtscellen) weg uit foetaal weefsel van afgebroken zwangerschappen. Deze EG of embryonic germ cells kunnen zich ook differentiëren tot cellen uit de drie kiemlagen (ectoderm, mesoderm en endoderm). Hun proliferatie is echter wel beperkt, ze verdubbelen zich maximaal tachtig keer. EC (embryonal carcinoma), EG en ES hebben dezelfde eigenschappen: ze zijn morfologisch gelijkaardig, ze brengen veel dezelfde genen tot expressie, vereisen gelijkaardige groeicondities en ze kunnen differentiëren tot cellen van alle drie de kiemlagen.

#### Via therapeutisch klonen
Een derde bron om pluripotente cellen te isoleren is het gebruik van de somatische celkerntransplantatie of therapeutisch klonen. Hierbij wordt in een eicel (of eventueel in een pluripotente stamcel) een somatische celkern van de patiënt geplaatst. Daardoor bezit deze cel exact dezelfde genetische informatie (tenminste wat nucleair DNA betreft) als de patiënt, wat problemen met afstoting na transplantatie vermijdt. Deze cel zou men dan kunnen laten differentiëren en implanteren. Deze techniek is  echter nog lang niet uitgewerkt. Zo is er de kwestie van het mitochondriaal DNA, dat datgene van de eicel blijft.

#### iPSC
Daarnaast hebben Takahashi en Yamanaka in 2006 gedifferentieerde cellen teruggeprogrammeerd in stamcellen. Deze cellen worden induced Pluripotent Stem Cells (iPSC's) genoemd. Het voordeel van deze "stamcellen" is dat ze makkelijk te verkrijgen zijn, maar recent (2012) is ontdekt dat iPSC's niet zo ongedifferentieerd zijn als embryonale stamcellen. Als de epigenetische code van de iPSC's veranderd zou kunnen worden, zouden de mogelijkheden van iPSC's even groot zijn als die van embryonale stamcellen. Voor deze ontdekking verkreeg Yamanaka in 2012 samen met John Gurdon de Nobelprijs voor de Fysiologie of Geneeskunde.

### Multipotente stamcellen
Multipotente stamcellen zijn cellen die tot een beperkt aantal celtypes kunnen differentiëren. Hun differentiatie en proliferatiemogelijkheden zijn nog meer beperkt daar ze enkel tot cellen van één kiemlaag kunnen differentiëren.
De meeste multipotente stamcellen zijn volwassen stamcellen (adult stem cells of AS). Een volwassen stamcel is een nog niet gedifferentieerde of een niet-gespecialiseerde cel die na de geboorte voorkomt in een gedifferentieerd en gespecialiseerd weefsel van een organisme. Ze kunnen aanleiding geven tot alle rijpe cellen van het betrokken weefsel. Ze zijn nodig in het lichaam om bepaalde cellen met een korte levensduur te verversen. Voorbeelden van AS zijn de hematopoëtische (bloedvormende) stamcellen, neurale stamcellen uit hersenweefsel, stamcellen in huid- en vetweefsel. Aanvankelijk was men er vast van overtuigd dat de AS zeer geringe differentiatie- en proliferatiemogelijkheden had. Maar recent onderzoek van de Belgische onderzoekster Catherine Verfaillie bewees het tegendeel. Ze slaagde erin AS toch te laten differentiëren tot cellen van een ander kiemblad .
De aandacht voor AS nam vooral toe met de opkomst van ethische implicaties over het gebruik van ES en EG (Boogaerts, 2005). Nu gaat men ervan uit dat in elk orgaan van een volwassen persoon een hoeveelheid volwassen stamcellen aanwezig is (Allemeersch, 2002). De oorsprong van AS is echter nog niet achterhaald maar wetenschappers vermoeden het bestaan van een universele stamcel die aanwezig zou zijn in de bloedbaan. Het feit dat AS in een orgaan dicht bij een bloedvat genesteld zijn, versterkt dit vermoeden. AS zijn onderling echter ook erg verschillend, zo zijn hematopoëtische stamcellen erg actief terwijl in de meeste organen adulte stamcellen vooral rustend aanwezig zijn. Om stamcellen van de patiënt zelf te kunnen gebruiken voor behandeling moeten ze eerst worden geïsoleerd en in grotere aantallen worden gegenereerd. Voor acute ziekten ontbreekt echter dan de tijd om voldoende cellen te kunnen kweken en ziekten veroorzaakt door een genetisch defect zijn wellicht niet geschikt doordat de genetische fout ook in de stamcel aanwezig is.
Weefselbanken vormen voor deze patiënten in de toekomst misschien wel een oplossing. Dat zijn banken waarin hoeveelheden gedifferentieerd weefsel opgeslagen zijn, met verschillende HLA-typeringen, om bij zo veel mogelijk patiënten een transplantatie zonder afstoting mogelijk te maken. Deze weefselhoeveelheden kunnen eventueel afkomstig zijn van (embryonale) stamcellijnen.
Volwassen stamcellen hebben in ieder geval meer genetische afwijkingen door de inwerking van giftige stoffen en zonlicht maar ook door de fouten die ontstaan zijn in de celdeling. Stamcellen zijn moeilijk te herkennen, te isoleren en in vitro te vermenigvuldigen. Navelstrengbloed vormt ook een bron van multipotente stamcellen. Ze bieden talrijke voordelen namelijk dat er geen risico is voor de donor bij het oogsten. Navelstrengbloed kan gemakkelijk ingevroren worden. Een nadeel is het lage aantal aanwezige hematopoëtische stamcellen. Ook is er geen tweede transplantatie mogelijk. Navelstrengbloed heeft vooral zijn toepassing bij hematologische ziekten (zoals acute leukemie).

### Unipotente stamcellen
Unipotente stamcellen zijn in staat welbepaald één type gedifferentieerde cel te maken.